# Primož Roglič
Primož Roglič (Trbovlje, 1989. október 29. –) szlovén olimpiai bajnok kerékpárversenyző, korábban síugró. Jelenleg a Red Bull-Bora-Hansgrohe csapatában versenyez, négyszeres Vuelta-győztes.

## Pályafutása
Roglič profi sportolói pályafutása 2003-ban kezdődött, ám ekkor még síugróként versenyzett. 2007-ben a planicai síugró sáncon nagyot esett, amiből sikeresen felépült, majd 2012-ig foglalkozott még a sportággal.
2013-ban váltott az országúti kerékpárra az Adria Mobil kontinentális csapattal. A legjobb eredménye a 2015-ös Szlovén körversenyen aratott győzelme volt, ami nagyban hozzájárult ahhoz, hogy leszerződtesse őt a 2016-os évtől a holland Team Jumbo–Visma World Tour csapat. Az első szezonjában elindult a Giro d’Italián, ahol az első szakaszon, ami egy időfutam volt, csupán egy századmásodperccel zárt a győztes Tom Dumoulin mögött. Azonban a következő időfutamon, vagyis a 9. szakaszon már nem talált legyőzőre és megszerezte első szakaszgyőzelmét egy háromhetes körversenyen. Ebben az évben még sikerült megnyernie hazájában az időfutam bajnokságot is, valamint indult a riói olimpia időfutam versenyén is, ahol a 10. helyen végzett. Itt már látható volt az, hogy Roglič egyik erőssége az időfutam, amit a következő években is többször demonstrált.

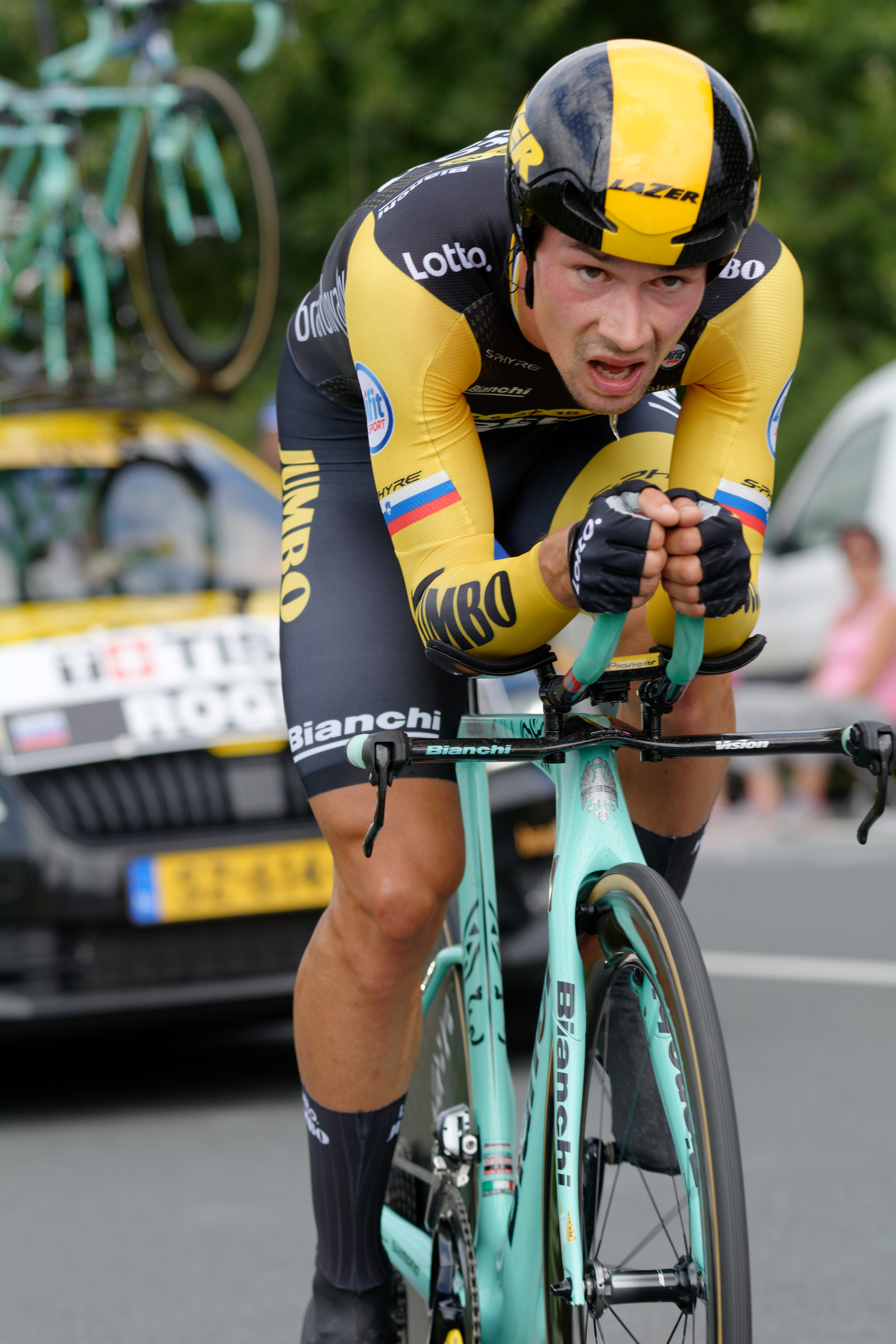
Roglič a 2018-as Tour 20. szakaszán

2017-ben nyert időfutamot a baszk körversenyen és a Tour de Romandie-n, illetve az időfutam világbajnokságon Dumoulin mögött a második helyen végzett. Ebben az évben debütált a Tour de France-on is, ahol a 17. szakaszt sikerült is megnyernie, ezzel ő lett az első szlovén, aki szakaszt nyert a Touron. 
2018-ban megmutatta, hogy nem csak az időfutamokon tud nyerni, hanem a többnapos versenyek összetettjeiben is számolni kell vele: első lett a Baszk körversenyen, a Tour de Romandien és a Szlovén körversenyen is. Emellett a Touron is megmutatta, hogy képes az összetett győzelemért harcolni. A verseny korai szakaszán kiegyensúlyozottan versenyzett, így az utolsó héten még dobogós pozícióban is haladt. Végül azonban az utolsó időfutamon Chris Froome megelőzte, így csak az összetett negyedik helyén végzett.
2019 elején győzni tudott az algarvei körversenyen, illetve ismét megnyerte a romandiai körversnenyt. A Giro d’Italiának így ő volt az egyik nagy esélyese a verseny előtt, viszont a hegyeken sebezhetőnek bizonyult. Hat szakasz erejéig viselhette a rózsaszín trikót, illetve 2 időfutamot is sikerült megnyernie, viszont Richard Carapaz sokkal meggyőzőbbnek bizonyult nála a hegyeken, így Roglič csupán az összetett harmadik helyén végzett. A számára csalódást keltő eredmény után a Vueltán vigasztalódott, ahol ismét az összetett győzelem volt a cél számára. A tizedik szakaszon, ami egy időfutam volt, leiskolázta az ellenfeleit, a szakasz után a legközelebbi ellenfele is két percre volt tőle. Innentől kezdve azonban semmi kétség nem volt Roglič összetett győzelme felől, így első háromhetes győzelmét aratta magának és Szlovénuának is.

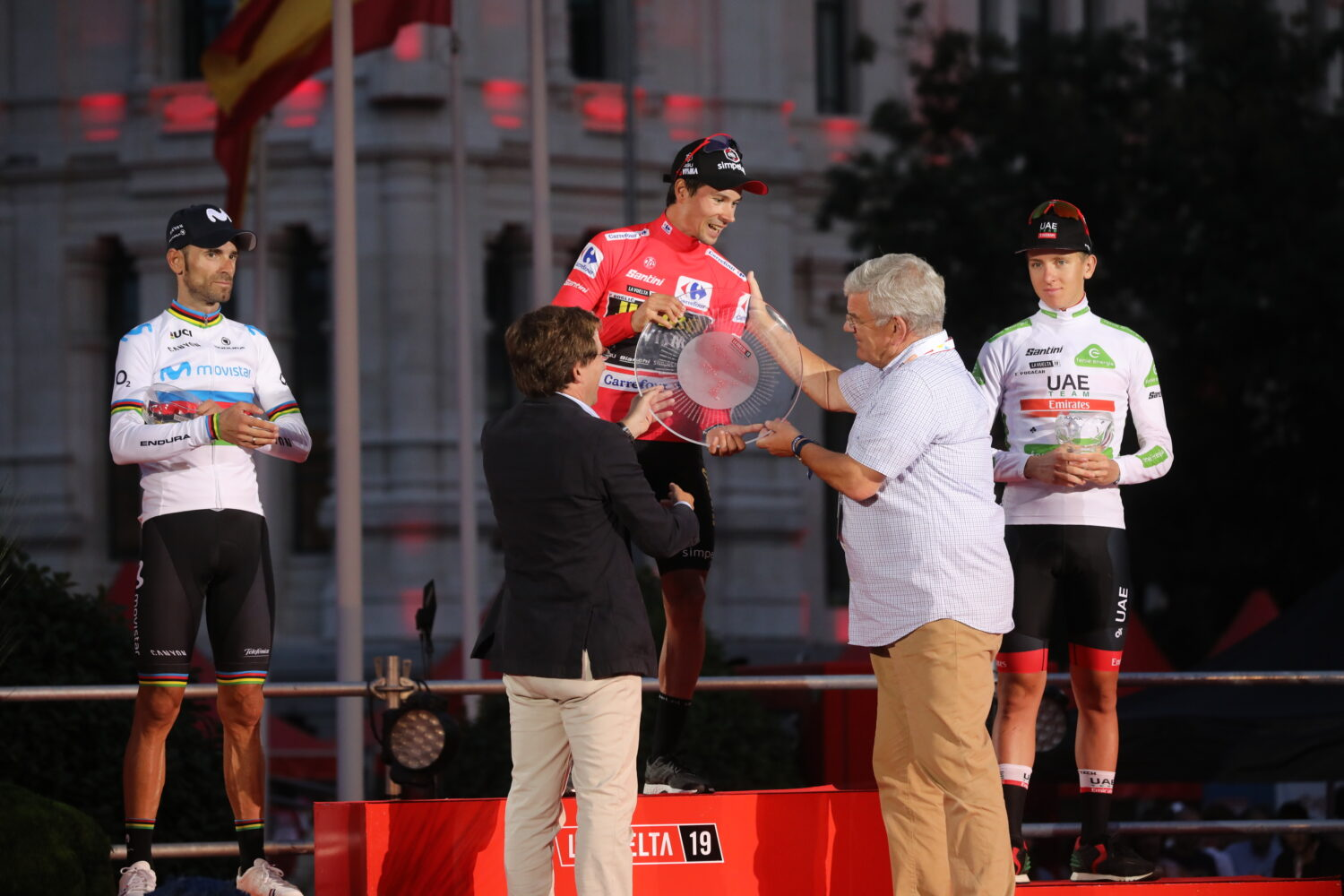
Roglič a Vuelta dobogóján

2020-ban hazájában megnyerte az országúti mezőnyversenyt, az időfutam bajnokságban pedig Tadej Pogačar mögött a második helyen végzett. Ebben az évben a Tour de France-ra koncentrált, ahol ismét az összetett egyik nagy esélyesének számított.
2024-ben negyedszer nyerte meg a Vueltát.

## Eredményei
| Grand Tour eredményei        |      |      |      |      |      |      |      |      |      |
| Grand Tour                   | 2016 | 2017 | 2018 | 2019 | 2020 | 2021 | 2022 | 2023 | 2024 |
| Giro d’Italia                | 58   | –    | –    | 3    | –    | –    | –    | 1    | -    |
| Tour de France               | –    | 38   | 4    | –    | 2    | DNF  | DNF  | -    | DNF  |
| Vuelta a España              | –    | –    | –    | 1    | 1    | 1    | DNF  | 3    | 1    |
| Egyhetesek                   |      |      |      |      |      |      |      |      |      |
| Verseny                      | 2016 | 2017 | 2018 | 2019 | 2020 | 2021 | 2022 | 2023 | 2024 |
| Párizs–Nizza                 | –    | –    | –    | –    | –    | 15   | 1    | –    | 10   |
| Tirreno–Adriatico            | 52   | 4    | 29   | 1    | –    | –    | -    | 1    |      |
| Katalán körverseny           | 44   | –    | –    | –    | ×    | –    | –    |      |      |
| Baszk körverseny             | –    | 5    | 1    | –    | ×    | 1    | 5    |      |      |
| Tour de Romandie             | –    | 3    | 1    | 1    | ×    | –    | –    |      |      |
| Critérium du Dauphiné Libéré | –    | –    | –    | –    | Ki   | –    | 1    |      |      |
| Tour de Suisse               | –    | –    | –    | –    | ×    | –    | –    |      |      |
| Monumentumok                 |      |      |      |      |      |      |      |      |      |
| Verseny                      | 2016 | 2017 | 2018 | 2019 | 2020 | 2021 | 2022 | 2023 | 2024 |
| Milánó–Sanremo               | –    | 67   | –    | –    | –    | –    | 67   |      |      |
| Flandriai körverseny         | –    | –    | –    | –    | –    | –    | –    |      |      |
| Párizs–Roubaix               | –    | –    | –    | –    | –    | –    |      |      |      |
| Liège–Bastogne–Liège         | –    | –    | –    | –    | 1    | 13   | –    |      |      |
| Giro di Lombardia            | –    | 40   | 17   | 7    | –    | –    |      |      |      |